# Monaco zászlaja
Színei megegyeznek a Grimaldi-család (rombusz alakú) hercegi címerének színeivel (fehér és vörös). A zászló a 17. század óta fehér, és a címerpajzs díszíti. A zászló mai formáját 1881. április 4-én nyerte el. Érdekesség, hogy megegyezik Indonézia zászlójával, a különbség az zászlók oldalarányában van.

## Külső hivatkozások
- Monaco zászlaja a Világ zászlói (Flags of the World) weboldalon